# فتحة البطين الرابع الناصفة
الفتحة البطنسة الرابعة الناصفة (تُعرف أيضًا باسم الفتحة الوسطيةأو ثقبة ماجندي) يُصرّف السائل الدماغي النخاعي (CSF) من البطين الرابع إلى الصهريج الكبير.  الفتحتان الأخريان في البطين الرابع هما الفتحتان الجانبيتان (وتسميان أيضًا بالثقب الجانبي لوشكا [الإنجليزية])، إحداهما على اليسار والأخرى على اليمين، وهما تُصرّفان السائل الدماغي الشوكي إلى الزاوية المخيخية الجسرية. الثقبة القاطعية الناصفة على الصور المحورية تقع خلف الجسر وأمام المخيخ الذيلي. وهو محاط للمزلاج ونواة العمو الظهريّ [الإنجليزية]، والنسيجة المشيمانية [الإنجليزية] للبطين الرابع، والضفيرة المشيمية المرتبطة بالدودة المخيخيّة.

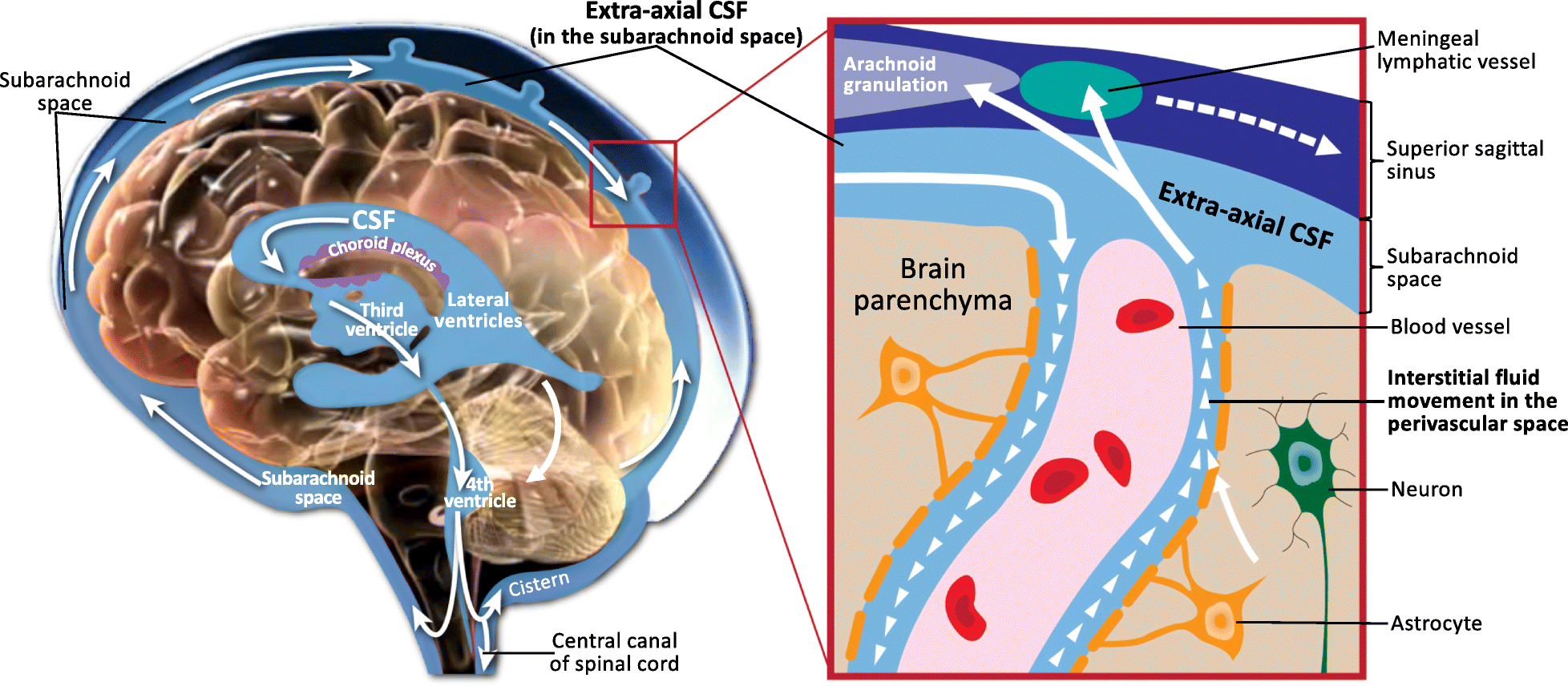
حركة مرور السائل النخاعي

## التسمية
سُميت بثقبة ماجندي على اسم فرانسوا ماجندي، الذي وصفها لأول مرة.

## معرض الصور

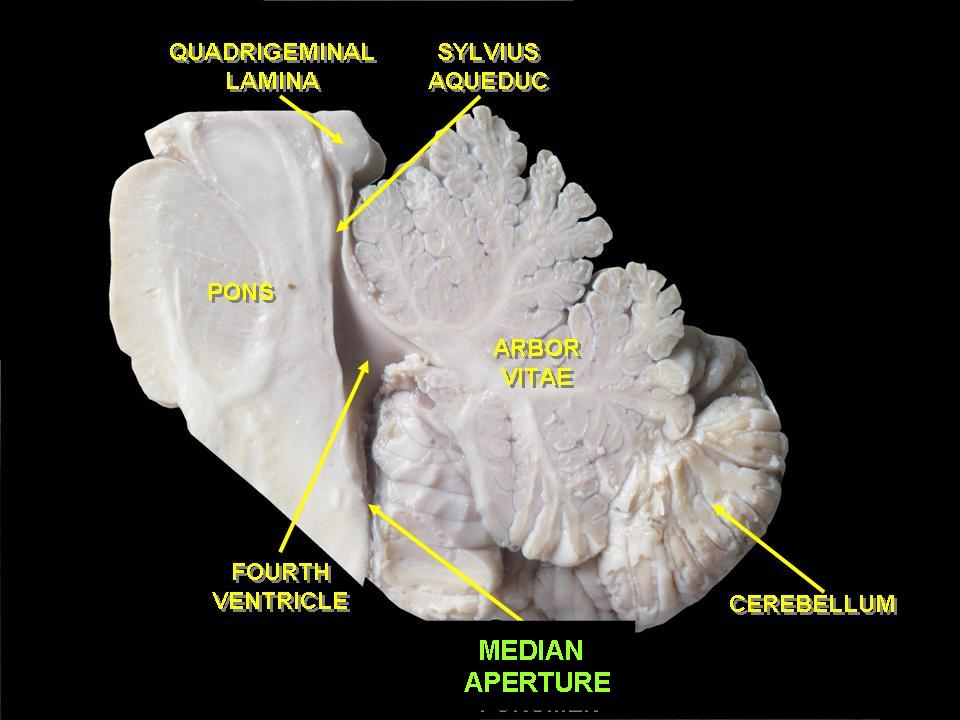
فتحة البطين الرابع الناصفة